# Mehmet Şener
Mehmet Cahit Şener (* 1958 in Batman; † 1. November 1991 in Qamischli) war ein Führungs- und Gründungsmitglied und Dissident der PKK. Er wurde von seiner eigenen Partei ermordet. Sein Deckname lautete Ahmet.

## Leben
Şener stammte aus einer kurdischen Familie. Er hatte zwei Brüder und eine Schwester, die sich ebenfalls am kurdischen Befreiungskampf beteiligten. Şener beteiligte sich Ende der 1970er Jahre an der Gründung der PKK und war Mitglied des ersten Zentralkomitees der Organisation. Noch vor dem Militärputsch im Jahr 1980 wurde er verhaftet und war im berüchtigten Gefängnis Diyarbakır inhaftiert. Şeners betagte Mutter Saliha gehörte zu den ersten Frauen, die vor der Haftanstalt einen zivilen Widerstand organisierten. Nach seiner Entlassung nach mehr als zehn Jahre Haft wurde Şener zum Militär eingezogen und beging Fahnenflucht. Er kam in das Ausbildungslager der PKK in der Bekaa-Ebene, wo er ca. ein Jahr blieb. Dort hatte er eine Liebesbeziehung mit Sakine Cansız. Beziehungen zwischen Mann und Frau waren in der PKK zu jener Zeit bei Androhung der Todesstrafe verboten. Şener, der durch seine Teilnahme am Gefängniswiderstand hohes Ansehen innerhalb der Partei genoss, geriet auf dem 4. Kongress der Partei (Dezember 1990) in Opposition zu Abdullah Öcalan, den er offen kritisierte. Şener gilt dabei als Mitbegründer der sogenannten PKK-Vejîn, einer kurzlebigen kurdischen Widerstandsorganisation außerhalb der PKK. Warnungen von Cemil Bayık, die Kritik zurückzunehmen, schlug Şener in den Wind. Şener forderte vehement eine Untersuchung der Tötungen von Zivilisten bei Überfällen auf kurdische Dörfer in Mardin durch Kämpfer der PKK, wie die Massaker von Açıkyol und Pınarcık. Öcalan ließ Şener zunächst festsetzen. Nach seiner Flucht aus der Parteihaft hielt er sich mit einigen Unterstützern, darunter Sarı Baran und Abdurrahman Kayıkçı, in der kurdischen Region des Irak auf und kam dann wieder gemeinsam mit Kayıkçı nach Syrien. Von Qamischli aus plante er, nach Europa auszureisen. Kayıkçı wandte sich heimlich telefonisch an Öcalan, leistete Abbitte und verriet den Aufenthaltsort Şeners. Öcalan sandte ein Kommando, das ihn in dem Appartement als vermeintlichen Verräter erschoss. Gemeinsam mit ihm kam ein weiblicher Kader mit dem Decknamen Dilan um. Öcalan beauftragte einen Genossen namens Kanî, Cansız über den Tod Şeners zu unterrichten. Dieser eröffnete ihr:

„Er ist endlich tot, wir sind gerettet, du bist gerettet. [...] Im Haus soll auch eine andere Frau gewesen sein. Sogar mehr als eine Frau. Eine wurde lebend gefasst. Die andere soll gestorben sein.“

Nach Angaben von Evin Çiçek und laut Sakine Cansız feierte Öcalan seinen Tod mit Freudenschüssen.

„Kurze Zeit später waren Schüsse zu hören. Dann Rufe, Freudentriller, Tanz. [...] Später erfuhren wir, dass die Leitung Şeners Tod bekannt gegeben hatte.“

İsmail Beşikçi, der aufgrund seiner Bücher über die Kurden über viele Jahre im Gefängnis verbrachte, erklärte, niemand fordere Rechenschaft für die Morde innerhalb der PKK. Es gebe in der PKK hunderte Hinrichtungen wie die von Mehmet Şener.